# Xarxaire
Xarxaire és l'ofici de les persones responsables de la reparació de les xarxes malmeses després de la jornada de pesca. Tradicionalment, les xarxaires o popularment "remendadores", han estat exclusivament dones de les comunitats pesqueres i el seu coneixement era transmès oralment de mares a filles. Es considera un dels oficis de la mar més antic exercit per dones.

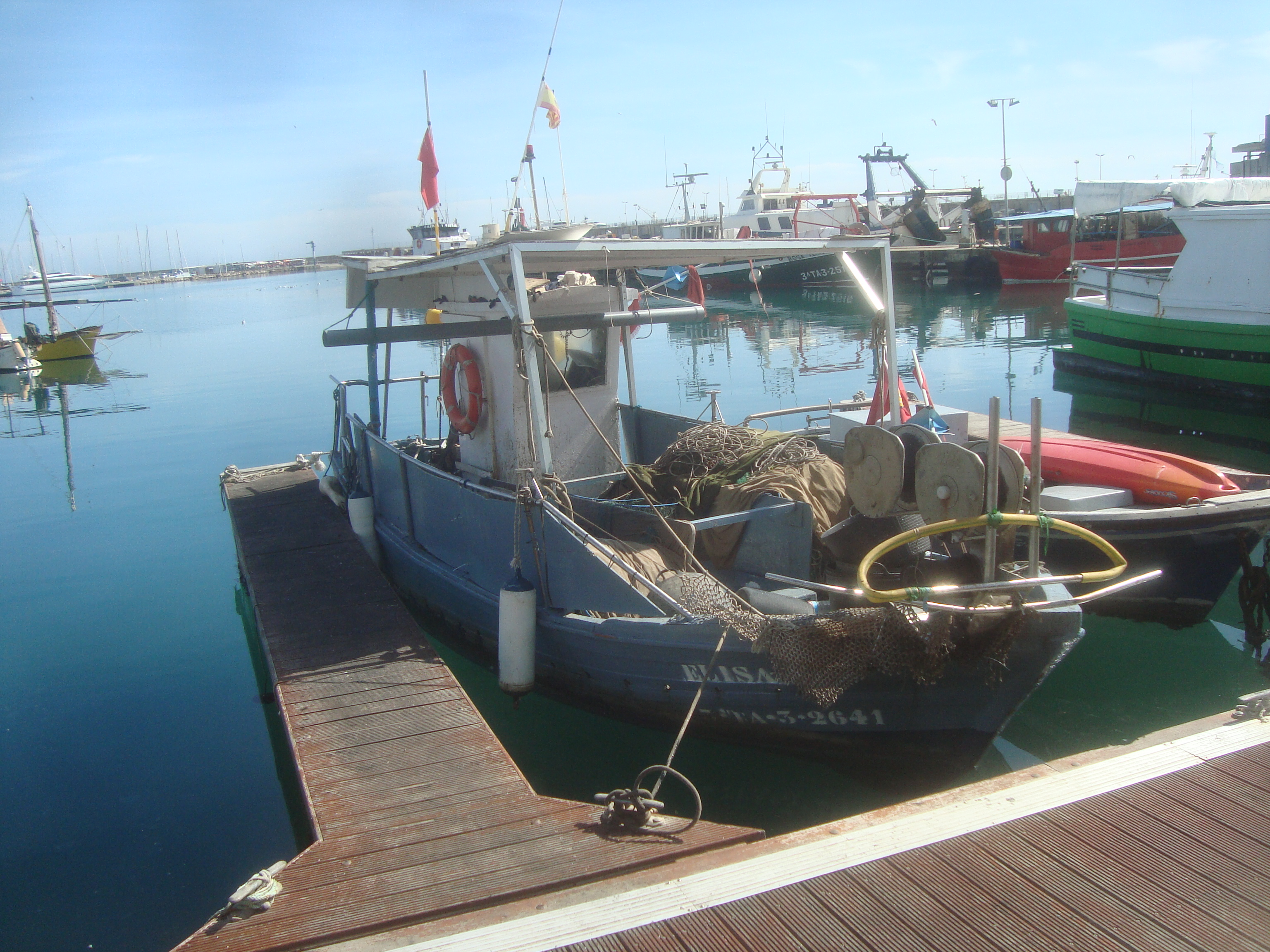
Barca de pesca al port de Cambrils

Un cop arribades les barques a la platja i descarregat el peix, les xarxes s'estenien al sol per eixugar-les, es detectaven els danys, s'assenyalaven amb un drap blanc i les xarxaires es posaven a la feina de reparar-les. Aquesta feina es feia sempre a la intempèrie, sovint a peu dret o assegudes en cadires de vímet en posicions difícils. Les xarxaires havien de treballar fins que les xarxes quedaven a punt per a la següent jornada de pesca, ho feien en grup, sovint membres de la mateixa família incloent les dones de més edat que també tenien més experiència.

## Els materials

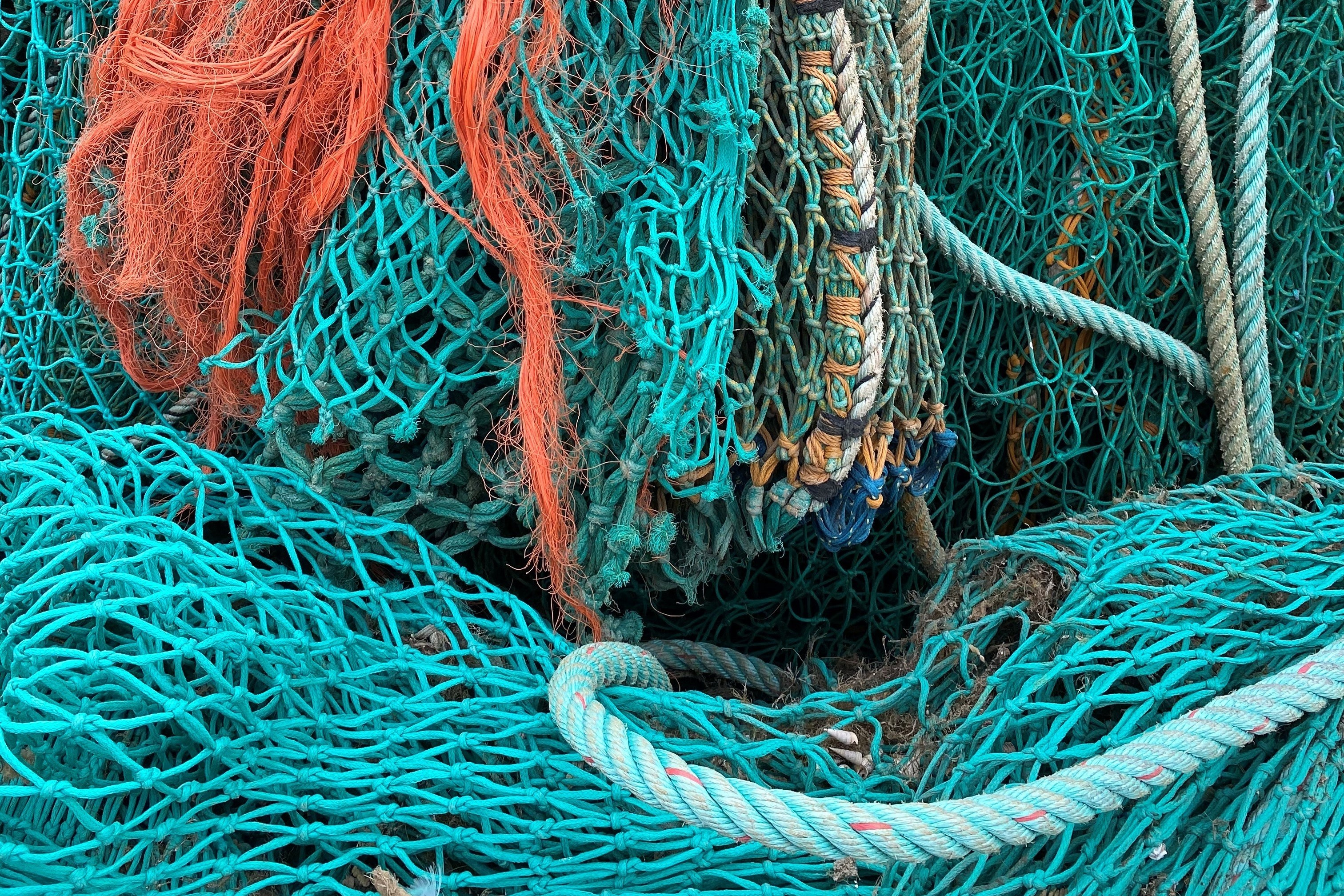
Xarxes de pesca

Tradicionalment, les xarxes eren de cotó, es tenyien amb escorça de pi i les agulles de diferents mides de fusta. A partir dels anys cinquanta del Segle XX les xarxes es van començar a fabricar amb fibres sintètiques com el niló, i les agulles de fusta que requerien molt manteniment es van fer de plàstic.

## Argot i paraules específiques⁣[4]
- Nyinyolar: unir pel costat llarg les peces de cent metres per a fer peces més llargues.
- Entestar: unir les peces en horitzontal
- Ensimulsar: reforçar el tramat